# Mertendorf (Sachsen-Anhalt)
Mertendorf ist eine Mitgliedsgemeinde der Verbandsgemeinde Wethautal und liegt im Burgenlandkreis in Sachsen-Anhalt (Deutschland).

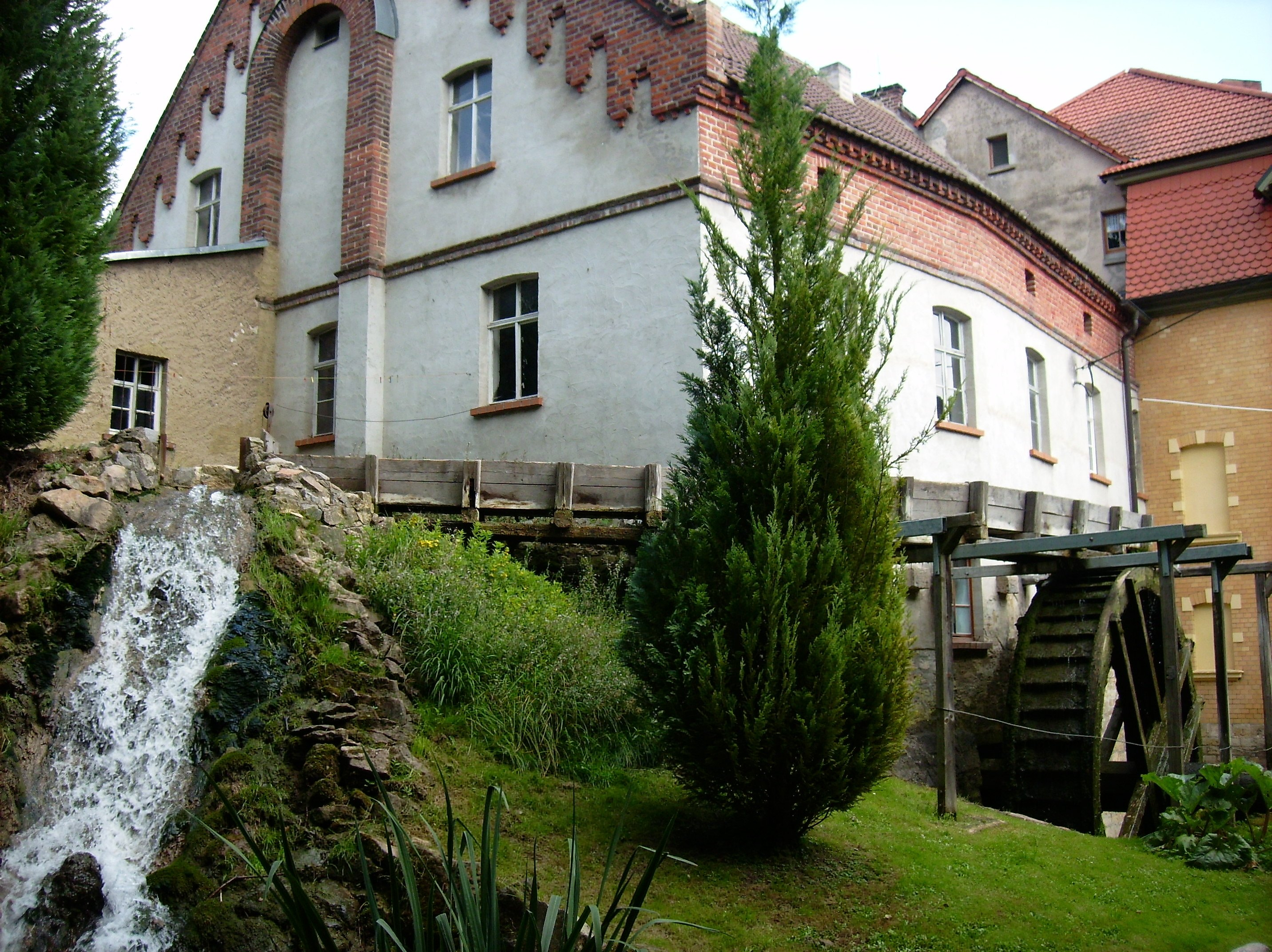
Untermühle in Wetterscheidt

## Geografie
Mertendorf liegt ca. 6 km südöstlich von Naumburg (Saale) an der Wethau. Als Ortsteile der Gemeinde sind die folgenden ausgewiesen:
| - Cauerwitz - Droitzen - Görschen - Großgestewitz - Löbitz | - Mertendorf - Pauscha - Punkewitz - Rathewitz - Scheiplitz | - Seiselitz - Utenbach - Wetterscheidt |

## Geschichte
Die Gemeinde wurde 1030 als Martindorf erstmals urkundlich erwähnt. 1178 erkaufte der Abt des Klosters Pforta 18 Hufengüter des Orts mit allen Zubehörungen. Später erwarb das Kloster auch die Grundherrlichkeit über die restlichen Güter des Orts. 1353 verkaufte Heinrich von Busleben an das Kloster Pforta seine Besitzungen zu Mertendorf und Punkewitz mit aller Gerichtsbarkeit. Nach der Säkularisation des Klosters Pforta im Jahr 1540 gehörte Mertendorf mit dem Nachbarort Punkewitz als Exklave von 1543 bis 1815 zum kursächsischen Schulamt Pforta. Ihre Steuerschocke mussten die beiden Exklavenorte jedoch ins kursächsische Amt Weißenfels zahlen. Im 18. Jahrhundert wurde in der Gegend um Mertendorf Braunkohle entdeckt.
Durch die Beschlüsse des Wiener Kongresses kam Mertendorf zu Preußen und wurde 1816 dem Landkreis Naumburg im Regierungsbezirk Merseburg der Provinz Sachsen zugeteilt, zu dem der Ort bis zur Auflösung des Kreises 1932 gehörte. Die genaue Eingemeindungsdaten von Punkewitz und Wetterscheidt nach Mertendorf sind unbekannt, sie geschahen jedoch vor 1950.
Am 20. Juli 1950 wurde die bis dahin eigenständige Gemeinde Scheiplitz eingegliedert. Der Ort wurde am 1. Januar 1963 nach Görschen umgegliedert.
Am 1. Januar 2010 fusionierten die vormals selbständigen Gemeinden Mertendorf (mit den Ortsteilen Punkewitz und Wetterscheidt), Löbitz (mit den Ortsteilen Utenbach, Cauerwitz und Seiselitz) sowie Görschen (mit den Ortsteilen Droitzen, Rathewitz und Scheiplitz) zur neuen Gemeinde Mertendorf.

## Politik

### Gemeinderat
Der Gemeinderat von Mertendorf setzt sich aus zehn Ratsmitgliedern zusammen.

### Bürgermeister
Der ehrenamtliche Bürgermeister Hartmut Friedland wurde 2023 gewählt.

## Verkehr
Zur Bundesstraße 180, die nördlich der Gemeinde von Naumburg (Saale) nach Zeitz verläuft, sind es ca. 2 km. Mertendorf ist seit 1900 Haltepunkt an der Bahnstrecke Naumburg–Teuchern. Der Personenverkehr wurde aber im Dezember 2011 eingestellt.

## Denkmäler
- Kriegerdenkmal an der Kreuzung Wettaburger Straße – Straße des Friedens
- Die evangelische Kirche St. Martin

## Vereine
- SV Mertendorf, Fußball, die erste Herrenmannschaft spielt in der Kreisliga Burgenland (Saison 2022/23)
- Pfingstgesellschaft Mertendorf e. V., 1980 gegründet

## Persönlichkeiten
- Johann Karl von der Becke (1756–1830), Jurist und Minister im Herzogtum Sachsen-Gotha-Altenburg
- Ursula Vehrigs (1893–1972), Malerin